# Vodka espumoso
El término vodka carbonatado (Sparkling vodka) se refiere a un tipo vodka que ha sido carbonatado.

## O2 Vodka
El Organismo Internacional de destilación inglés reclamó que el primer producto de este tipo, O2 Sparkling Vodka (Vodka O2) -por su nombre en Inglés-, fue patentado y puesto a la venta en 2003. O2 fue inventado por Philip Maitland, un empresario e inventor inglés.

## Vodkas Similares
Otros productos de este tipo son:
- Camitz Sparkling Vodka[3]
- Nuvo Sparkling Vodka Liqueur, también etiquetado como "El primer vodka espumoso del mundo"[4]
- Dr. Dre's Sparkling Vodka de Drinks Americas[5]
- VODzUP Sparkling Vodka[6]

Si bien estos vodkas son considerados "espumosos", no son carbonatados como en los procesos patentados de O2 y no necesariamente ofrecen la misma calidad de producto.